# IPTF14hls
iPTF14hls è un'insolita supernova che è esplosa continuamente per tre anni, dal 2014 al 2017. Dagli archivi del Palomar Sky Survey, è risultato che nello stesso esatto punto del cielo si osservò un'esplosione nel 1954. Nessuna delle teorie e ipotesi proposte spiega completamente la natura dell'oggetto.

## Osservazioni
iPTF14hls è stata scoperta nel settembre 2014 dall'Intermediate Palomar Transient Factory. Confermata come supernova nel gennaio 2015 si pensò che si trattasse di una comune supernova di tipo II, la cui luminosità si sarebbe attenuata in circa 100 giorni, mentre al contrario, ha continuato a brillare per oltre 600 giorni, e la sua luminosità in questo lasso di tempo ha fluttuato per almeno cinque volte. Anziché raffreddarsi nel tempo come previsto per una supernova di tipo II-P, l'oggetto ha mantenuto una temperatura quasi costante di circa 5.000-6.000 °C (5.270-6.270 K). I controlli su fotografie del passato hanno riscontrato un'esplosione nella stessa posizione nel 1954. Da quell'anno la stella è esplosa sei volte.
La galassia ospite di iPTF14hls è una galassia nana a bassa metallicità, e l'analisi spettrale conferma che anche la stella progenitrice è carente di metalli. Lo studio stima che la stella esplosa fosse almeno 50 volte più massiccia del Sole. I ricercatori hanno osservato inoltre che il tasso di espansione dei detriti è stato più lento di qualsiasi altra supernova conosciuta di un fattore 6, come se stesse esplodendo al rallentatore. Tuttavia, se ciò fosse dovuto alla dilatazione del tempo relativistica, lo spettro sarebbe spostato verso il rosso dello stesso fattore 6, il che è incoerente con le osservazioni.

## Ipotesi
Non esistono teorie conosciute che spiegano l'osservazione di iPTF14hls ma solo diverse ipotesi; la teoria corrente prevede che la stella consumerebbe tutto il suo idrogeno nella prima esplosione di supernova e, a seconda della dimensione iniziale della stella, i resti del nucleo dovrebbero formare una stella di neutroni o un buco nero, quindi in questo caso si pensa che esista un nuovo fenomeno non conosciuto, inspiegabile secondo le correnti teorie.
Una di queste è che una stella massiccia diviene così calda nel suo nucleo al punto che l'energia viene convertita in materia e antimateria, portando la stella verso un'estrema instabilità. Il contatto tra materia e antimateria causerebbe un'esplosione che spazzerebbe via gli strati più esterni della stella lasciando intatto il nucleo, e questo fenomeno si ripeterebbe per decenni prima dell'esplosione finale, prima di collassare in un buco nero.
Un'altra ipotesi è che potrebbe trattarsi del primo caso osservato di supernova a instabilità di coppia pulsazionale (in Lingua inglese:pulsational pair-instability supernova), che si verifica quando una stella massiccia perde parte considerevole della sua massa prima di una serie di violente eruzioni. A ogni eruzione la materia espulsa dalla stella può raggiungere quella espulsa precedentemente, provocando dei bagliori e apparendo come una supernova impostore, cioè un evento che sembrerebbe l'esplosione di una supernova ma che in realtà non è la morte definitiva della stella. Tuttavia, l'energia rilasciata dalla supernova iPTF14hls è superiore a quanto previsto da questa teoria.

## Future osservazioni
Essendo un evento in corso sono previste numerose osservazioni nel dicembre del 2017, anche con, tra gli altri, il telescopio spaziale Hubble.